# Diritto di priorità
Il diritto di priorità concede a un inventore che deposita la prima domanda di brevetto (d'invenzione, di modello d'utilità, di disegno o modello industriale, di marchio di fabbrica o di commercio) in Italia o negli altri paesi dell'Unione un periodo di tempo da sei a dodici mesi per depositare le domande di brevetto in altri Stati. 
Il periodo di tempo varia in base al tipo di domanda di brevetto e vale dodici mesi per i brevetti d'invenzione e i modelli d'utilità, mentre sei mesi per i disegni o modelli industriali e per i marchi di fabbrica o di commercio. Una volta passati sei o dodici mesi dalla prima domanda di brevetto, se non sono state fatte altre domande in altri Paesi l'opera può essere riprodotta liberamente all'estero.
Il diritto di priorità è stabilito dalla Convenzione di Parigi per la protezione della proprietà industriale e nasce per permettere ai richiedenti di brevetto un anno di tempo per pianificare la protezione dell'oggetto dell'invenzione all'estero, e i relativi costi per le domande di brevetto.